# 行橋市立行橋北小学校
行橋市立行橋北小学校（ゆくはししりつ ゆくはしきたしょうがっこう,英語: Yukuhashi City Yukuhashi North Elementary School）は、福岡県行橋市行事にある公立小学校。

## 概要
本校は、行事地区にあり
大橋地区とともに行橋市の中心を成す商業地区にある学校である。全14学級、児童数317名（2017年4月現在）。学校選択制がある。

## 校歌
- 作詞は山村茂、作曲は和田日出男[2]。

## 沿革
- 1983年（昭和58年）4月 - 行橋市立行橋小学校より分離独立。行橋市立行橋北小学校が設置。
- 1998年（平成10年） - 地域に開かれた学習活動を公開。
- 2009年（平成21年） - 福岡県小学校音楽教育研究大会会場校（「思いや意図をもって 音楽とかかわる子どもを育てる音楽科学習指導」）。

## 通学区域
- 行事本町
- 行事殿町
- 行事西町
- 米町
- 堺町
- 博多町
- 緑町
- 行事新町
- 行事役町
- 花園町
- 行事北町
- 行事京町（1〜6区）
- 行事宮前
- 草野

## 交通
- 行橋駅から徒歩16分。